# 金盆丘駅
金盆丘駅（きんぼんきゅうえき）は中華人民共和国湖南省長沙市開福区にある1号線の駅。

## 沿革
- 2024年6月28日：開業[3]。

## 駅構造
- 島式ホーム1面

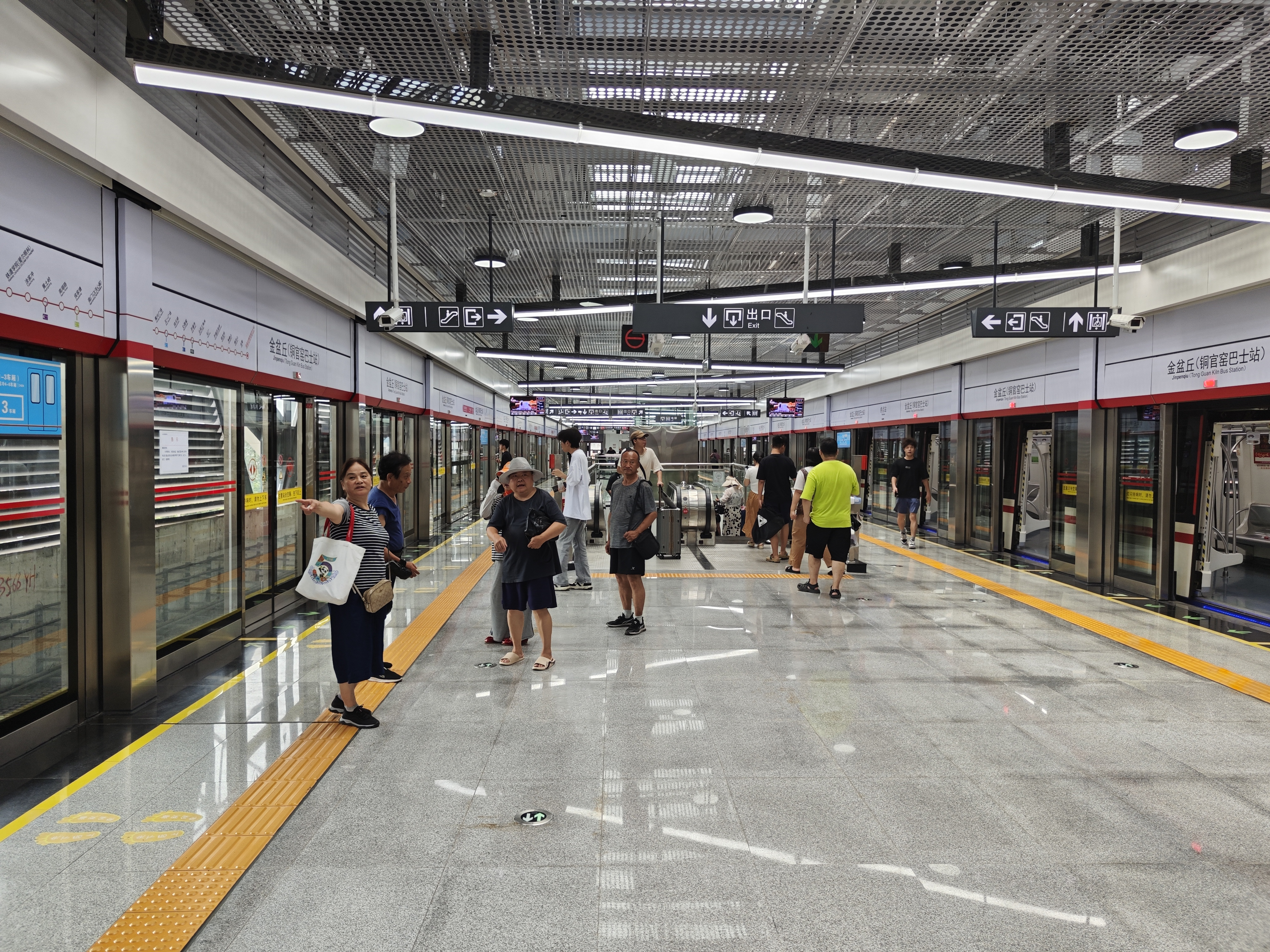
ホーム(2024年7月)

## 駅周辺
- 金盆丘小区
- 金霞安置小区